# Burg Altenfelsberg
Altenfelsberg ist eine Burgstelle bei dem Ortsteil St. Barbara der Gemeinde Wallerfangen, Landkreis Saarlouis, Saarland.

## Geschichte
Die Burg hieß ursprünglich Felsberg und wurde 1179 urkundlich erstmals erwähnt. Sie befand sich im Besitz der Ritter von Vellesperc oder Velsperch. Aufgrund ihrer Ähnlichkeit mit der Merburg bei Kirrberg wird vermutet, dass sie bereits in frühsalischer Zeit (Mitte 11. Jahrhundert) angelegt wurde. Auch die ältesten Keramik-Funde sprechen für diese Entstehungszeit. 1341 wurde sie durch Erzbischof Balduin von Trier in der Fehde mit dem Wildgraf Johann von Daun geschleift. Als Ersatz errichteten die Ritter von Felsberg eine Neue Burg an anderer Stelle, die den Namen Neu-Felsberg erhielt (heute als Teufelsburg bekannt).

## Lage und Anlage
Die Burgstelle der Spornburg liegt an der östlichsten Spitze eines Bergspornes (ein Ausläufer des Saargaus) und besteht aus einer länglich-ovalen Hauptburg von etwa 40 mal 20 Meter Ausdehnung und einer etwa doppelt so großen, vermutlich späteren Vorburg. Vor- und Hauptburg waren durch heute stark verflachte und teilweise verfüllte Gräben gegen die Bergseite geschützt. An Mauerwerk hat sich praktisch nichts erhalten. Heute liegen auf dem Burgareal Privatgrundstücke. Robert Seyler berichtet, dass die Besitzer die um die Mitte des 20. Jahrhunderts noch vorhandenen Fundamente abgetragen hätten.
Am Südhang der Burg liegt ein Kupferstollen, der von 1492 bis 1669 betriebenen Bergbau der lothringischen Herzöge zeugt (nicht zu verwechseln mit dem römischen Emilianusstollen).

## Die Herren von Felsberg 1179 – 1341
Der erste urkundlich erwähnte Herr von Felsberg ist Udo von Vellesper (1179). Gut ein Jahrhundert später wird der Tempelritter Gottfried von Esch als Herr von Felsberg genannt (1288–1295). 1295 erhielt Wichard von Brücken, Sohn des Tempelritters Arnold von Brücken, von Ferry III., Herzog von Lothringen, die Burg Felsberg als Lehen. Wichard, um 1305 wohl kinderlos gestorben, vererbte die Burg an seine Schwester Lore, die mit Thierry von Warsberg verheiratet war. Deren Sohn Wichard von Hamberg (Hombourg-sur-Kaner), Bailli von Deutsch-Lothringen, übernahm die Burg. Als er vermutlich 1319 starb, waren seine Söhne noch minderjährig. Wichards Witwe Hildegard war vermutlich die Schwester von Adelaide von Saarbrücken, die ihrerseits mit Arnold V. von Sierck verheiratet war; auf diese Weise kam das Geschlecht derer von Sierck ins Spiel. Johann von Sierck wurde wohl Vormund von Arnold und Thierry, den minderjährigen Söhnen von Wichard und Hildegard, und nutzte die Gelegenheit, Besitzrechte an der Burg Felsberg zu erwerben.
In der Folgezeit geriet die Burg vermehrt in kriegerische Auseinandersetzungen zwischen dem Herzogtum Lothringen und dem Erzbistum Trier. Als Johann, Wildgraf von Daun, von Felsberg aus Raubzüge gegen Erzbischof Balduin unternahm, beschloss dieser, die Burg zu zerstören, was dann 1341 geschah. 1370 wurde Arnold von Felsberg Herr der Burg Neufelsberg (Teufelsburg), die nach Balduins Tod 1354 an anderer Stelle erbaut worden war.

## Die Sage um Alice von Forbach

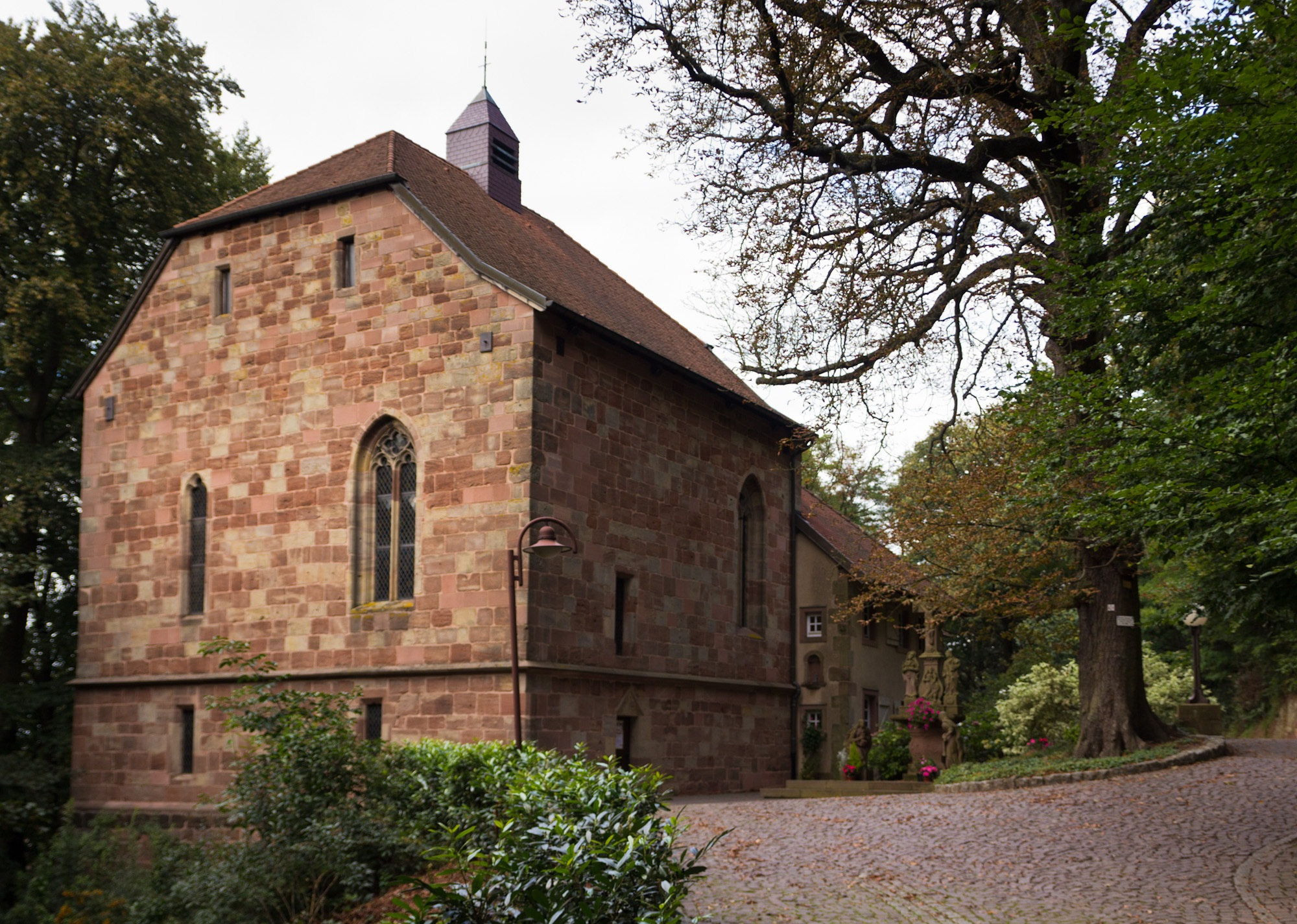
Heilig-Kreuz-Kapelle Forbach

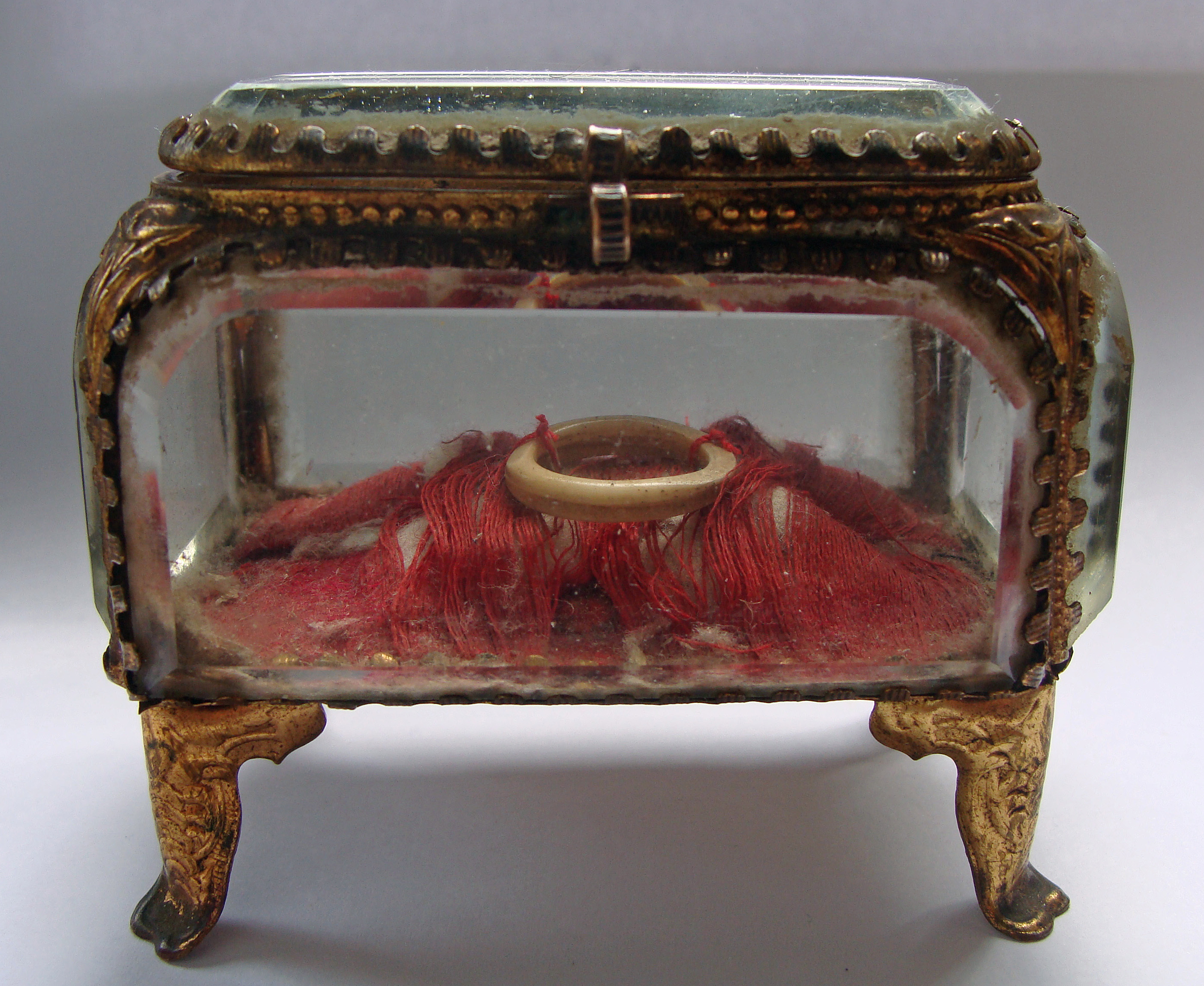
Reliquienschrein mit dem Elfenbeinring von Alice von Forbach in der Heilig-Kreuz-Kapelle Forbach

Um Alice von Forbach (auch Alice von Werd) stritten im 13. Jahrhundert zwei Brüder, die Ritter Heinrich von Felsberg und Arnold von Siersberg. Es kam zum Zweikampf, bei dem beide starben. Alice zog sich als Einsiedlerin auf den heutigen Kreuzberg bei Forbach zurück, wo sie eine Kapelle errichtete, deren Nachfolgerbau noch heute besteht. Alice wird in der Gegend von Forbach als Lokalheilige verehrt; sie ist in der Heilig-Kreuz-Kapelle zu Füßen des Altars bestattet.
Der Legende nach hatte Heinrich von Felsberg einen Pakt mit dem Teufel geschlossen, daher stammt wahrscheinlich der Name „Teufelsburg“, der später auf die Burg Neu-Felsberg überging. Die Sage um Alice von Forbach wurde mehrfach literarisch bearbeitet, unter anderem von Adolf Bay als Roman (1991) und Theaterstück (uraufgeführt 1993) sowie von Mathias Kunzler als Comic (2023).

### Zur Burg Altenfelsberg
- Robert Seyler: Burgen und Schlösser im Land an der Saar. In: Zeitschrift für die Geschichte der Saargegend. 9, 1959
- Matthias Schmitt: Die Teufelsburg und ihre Geschichte(n). Geschichte der Herrschaft Alt- und Neufelsberg von 1179 bis 1700. Ausgabe 2010

### Zu Alice von Forbach
- Adolf Bay: Alice von Forbach und die Teufelsburg. Roman, Paquet Verlag, Überherrn 1991
- Adolf Bay: Alice von Forbach und die Teufelsburg. Theaterstück, uraufgeführt im Juni 1993
- Mathias Kunzler: Alice von Forbach und die Teufelsburg. Comic, Verlag Ingrid Edith Zobel, 2023[6]